# Assassinat d'Agnès Lassalle
L'assassinat d'Agnès Lasalle est le meurtre d'une professeure d'espagnol par un élève de 16 ans au lycée Saint-Thomas-d'Aquin dans la ville de Saint-Jean-de-Luz le 22 février 2023

## Déroulement des faits
Vers 10h au lycée Saint-Thomas-d'Aquin pendant le cours d'espagnol, le meurtrier se lève subitement, bloque la porte de la classe avant de poignarder sa professeure. « Il était très calme » confie une des adolescentes présentes dans la salle. Les élèves s'enfuient de la salle de classe. L'auteur présumé des faits se déplace lui-même dans une salle attenante où il est pris en charge par des professeurs avant d'être interpellé par les forces de l'ordre. Il était inconnu des services de police.

## Conséquences
Le lendemain, une minute de silence en hommage à Agnès Lasalle est observée dans tous les établissements scolaires français. Pendant les funérailles d'Agnès Lasalle, Stéphane Voirin, son compagnon, danse en son hommage devant son cercueil'. En février 2025, la justice décide que le meurtrier sera jugé devant une cour d'assises. En juin 2025, la justice refuse une nouvelle expertise psychiatrique de l’adolescent.

## Hommages
Un an après le meurtre, une plaque commémorative est posée dans le jardin du centre culturel Peyuco-Duhart à Saint-Jean-de-Luz'. En 2024, Eddy de Pretto écrit une chanson hommage, Urgence 911, qui s'inspire de la danse du mari d'Agnès Lassalle''. En 2025, Julien Clerc chante la chanson Les Parvis, inspirée par le même évènement.